# Daniel do Carmo Oliveira
Daniel Carmo Oliveira (Vila Nova de Gaia, 7 maggio 1989) è un hockeista su pista portoghese.

## Palmarès

### Club

#### Titoli nazionali
- Campionato portoghese: 1

Porto: 2018-2019
- Supercoppa del Portogallo: 3

Sporting CP: 2015
Porto: 2018, 2019
- Elite Cup: 1

Sporting CP:2016
- Elite Cup: 1

Porto: 2019

#### Titoli internazionali
- Coppa CERS/WSE: 1

Sporting CP: 2014-2015